# Казабан, Жюль
Жюль Казабан (рум. Jules Cazaban; 16 марта 1903, Фэлтичени — 23 сентября 1963, Бухарест, Румыния) — румынский актёр театра и кино, драматург и режиссёр, педагог, профессор Бухарестского института театрального и киноискусства «И. Л. Караджале». Народный артист Социалистической Республики Румыния (с 1957). Лауреат Государственной премии Румынии (1952).

## Биография
Родился в семье актёров. Изучал право в университете Ясс, затем там же учился в академии музыки и драматургии.
Дебютировал на сцене театра в г. Фэлтичени, как актёр-любитель, где познакомился с румынским трагиком П. Стурдза, который стал его педагогом. В 1924 году дебютировал на сцене Национального театра в Яссах. Актёр в 1927—1929 годах. Выступал в пьесах Б. Джонсона, Шекспира, Л. Н. Толстого, М. Горького, Дюрренматта, Хашдеу, Делавранчи.
В 1947 году стал одним из руководителей вновь созданного в Бухаресте Муниципального театра. Будучи ведущим актёром этого театра, тщательно изучил систему Станиславского и стал её активным пропагандистом.
Актёрское искусство Ж. Казабана характеризуется простотой при исполнении комедийных ролей и утонченностью в раскрытии образов психологической драмы. Образы, созданные им, проникнуты юмором, и в то же время острой сатиричностью, мягким лиризмом. Играя в пьесах отечественной драматургии, создавал своеобразные сценические образы. Среди лучших его работ — роли Мальволио и Шута («Двенадцатая ночь» и «Как вам это понравится» Шекспира), Вилли Ломена («Смерть коммивояжёра» А. Миллера).

## Избранные театральные роли
- Тэнасе («Рэзване и Видра» Хашдеу),
- Янке («Таке, Янке и Кадир» Попа),
- Майер-Байер («Триумфальная арка» Баранги),
- Профессор («Пассакалия» Поповича),
- Счастливцев; Горностаев («Любовь Яровая»),
- Актёр («На дне» М. Горького),
- Ладыгин («Обыкновенный человек» Л. Леонова),
- Теребилов («Баня» Маяковского) и др.

С 1950 года снялся в 12 кинофильмах.

## Избранная фильмография
- 1962 — Каникулы у моря / Vacanta la mare
- 1960 — Буря / Furtuna
- 1960 — Бурные годы / Setea
- 1959 — Телеграммы / Telegrame
- 1959 — Наши ребята / Baietii nostri
- 1954 — Бригада Ионуца / Brigada lui Ionut
- 1951 — Жизнь побеждает / Viata învinge